# Ermila
Ermila (franska: Ermila (CR), Ermila (Commune Rurale), arabiska: سيدي بوطيب) är en kommun i Marocko.   Den ligger i provinsen Boulemane och regionen Fès-Meknès, i den nordöstra delen av landet, 290 km öster om huvudstaden Rabat. Antalet invånare är 6 774.